# Velika Lomnica
Velika Lomnica (cyr. Велика Ломница) – wieś w Serbii, w okręgu rasińskim, w mieście Kruševac. W 2011 roku liczyła 891 mieszkańców.